# Archie Semple
Archibald Stuart Nisbet Semple (Edinburgh, 31 maart 1928 - Londen, 26 januari 1974) was een Schotse klarinettist in de dixieland.
Semple speelde in het begin van zijn loopbaan met bands in zijn geboortestad, vaak met zijn broer, de trompettist John Semple. Na begin jaren vijftig een eigen groep te hebben geleid werd hij trompettist en zanger in de band van Mick Mulligan. In de jaren 1953/55 speelde hij bij Freddy Randall, tevens ging hij in 1954 spelen bij Alex Welsh, dat deed hij tot 1963. Begin jaren zestig nam hij de albums Jazz for Living Lovers en Night People op, met een trio (met pianist Fred Hunt en contrabassist Jack Fallon) en een kwartet (het trio met daarbij Alex Welsh). Na een zenuwinzinking stopte hij er in 1964 mee, hij was daarna nog maar zelden actief in de jazz.
Zijn spel verraadde invloeden van Edmond Hall en Pee Wee Russell.